# 광주 조선대학교 부속중학교 구 교사
광주 조선대학교 부속중학교 구 교사는 광주광역시 동구에 있는 건축물이다. 2014년 7월 1일 대한민국의 국가등록문화재 제589호로 지정되었다.

## 지정 사유
부속중학교 구 교사는 벽돌을 쌓은 벽체 위에 목조 트러스를 얹은 1층 규모의 건축물로 중앙에 주출입구를 두고 중복도를 중심으로 수평으로 길게 교실을 배치한 전형적인 학교 건물의 평면을 갖고 있다.
조선대학교 최초의 교사 건물로 대학 및 지역사회에서 오랜 역사성과 상징성을 지닌 건물로 가치가 있다.

## 같이 보기
- 조선대학교 부속중학교

## 참고 자료
- 광주 조선대학교 부속중학교 구 교사 - 국가유산청 국가유산포털